# Salmo 108
Il salmo 108 (107 secondo la numerazione greca) costituisce il centoottesimo capitolo del Libro dei salmi.
È tradizionalmente attribuito al re Davide. È utilizzato dalla Chiesa cattolica nella liturgia delle ore.